# 玉川警察署
玉川警察署（たまがわけいさつしょ）は、警視庁が管轄する警察署の一つである。第三方面本部所属。署内には第一自動車警ら隊玉川分駐が同居している。
世田谷区の南部および大田区のごく一部を管轄している。管轄区域が多摩川を挟んで神奈川県川崎市と隣接しており、世田谷区内で最も多くの幹線道路が走る地域を管轄している。署員数およそ330名、識別章所属表示はOE。

## 所在地
- 東京都世田谷区中町二丁目9番22号
  - 最寄駅：東急電鉄大井町線等々力駅

## 施設
- 代用監獄（留置場）

## 管轄区域
世田谷区玉川地域の全部と世田谷地域の一部、大田区石川町の一部を管轄。
世田谷区
- 深沢一・二・三・四・五・六・七・八丁目（全域）
- 駒沢一丁目の一部（20番から24番）、三・四・五丁目（一丁目1番から19番と二丁目は世田谷警察署の管轄）
- 駒沢公園（全域）
- 新町一・二・三丁目（全域）
- 桜新町一・二丁目（全域）
- 上用賀一・二・三・四・五・六丁目（全域）
- 用賀一・二・三・四丁目（全域）
- 玉川台一・二丁目（全域）
- 瀬田一・二・三・四・五丁目（全域）
- 玉川一・二・三・四丁目（全域）
- 上野毛一・二・三・四丁目（全域）
- 野毛一・二・三丁目（全域）
- 等々力一・二・三・四・五・六・七・八丁目（全域）
- 中町一・二・三・四・五丁目（全域）
- 尾山台一・二・三丁目（全域）
- 玉堤一・二丁目（全域）
- 玉川田園調布一・二丁目（全域）
- 東玉川一・二丁目（全域）
- 奥沢一・二・三・四・五・六・七・八丁目（全域）

大田区
- 石川町二丁目の一部（22番：東玉川小学校の敷地）（一丁目と前記以外の二丁目は田園調布警察署の管轄）

## 沿革
- 1935年（昭和10年）10月15日：玉川警察署開設。世田谷警察署より分離開設。
- 1990年（平成2年）2月28日：現庁舎新築完成。

## 組織
- 警務課
- 会計課
- 交通課
- 警備課
- 地域課
- 刑事組織犯罪対策課
- 生活安全課

## 交番
- 二子玉川交番（世田谷区玉川二丁目21番3号）
- 尾山台駅前交番（世田谷区等々力五丁目5番7号）
- 東玉川交番（世田谷区東玉川一丁目32番9号）
- 奥沢駅前交番（世田谷区奥沢二丁目9番20号）
- 用賀交番（世田谷区用賀四丁目10番1号）
- 九品仏交番（世田谷区奥沢七丁目34番1号）
- 上野毛交番（世田谷区上野毛一丁目26番7号）
- 瀬田交番（世田谷区瀬田二丁目31番25号）
- 深沢交番（世田谷区深沢五丁目5番19号）
- 桜新町交番（世田谷区桜新町一丁目30番13号）

## 駐在所
- 等々力不動前駐在所（世田谷区等々力一丁目23番9号）
- 尾山台駐在所（世田谷区尾山台二丁目17番10号）
- 馬事公苑前駐在所（世田谷区上用賀二丁目1番2号）

## 主な未解決事件
- 玉川署管内殺人事件[1]
- 世田谷区新町二丁目新築工事現場内女性殺人事件[2]

## 新型コロナウイルス感染
- 2020年5月14日、警視庁は、渋谷警察署に留置中の20代の男が新型コロナウイルスに感染したことを発表した。同署の留置人の感染判明は2人目。同庁は、玉川警察署刑事組織犯罪対策課の36歳の男性警部補と町田警察署地域課の24歳の男性巡査も感染したことを明らかにした[3]。